# Список президентів Чорногорії
Цей список президентів Чорногорії включає в себе голів Соціалістичної Республіки Чорногорія, Соціалістичної Федеративної Республіки Югославія, Республіки Чорногорія (1992—2006) та Сербіі та Чорногорії. До 1974 року, очільником Чорногорії був спікер парламенту Чорногорії.
Президент (Predsjednik) обирається на п'ятирічний термін до двох разів. Він автоматично стає головнокомандувачем збройних сил Чорногорії, отримує право наймати прем'єр-міністра за згодою Скупщини та мати вплив на міжнародну політику. Офіс Президента знаходиться у блакитному палаці в Цетинє.

## Чорногорія у складі Югославії/Сербія і Чорногорія (1943–2006)

### Соціалістична Республіка Чорногорія
Незалежний       Комуністична партія / Союз комуністів       Демократична партія соціалістів       Виконуючий обов'язки
| №                                                                               | Портрет                                                                         | Ім'я (Дата народження–Дата смерті)                                              | Каденція                                                                        | Каденція                                                                        | Каденція                                                                        | Партія                                                                          |
| №                                                                               | Портрет                                                                         | Ім'я (Дата народження–Дата смерті)                                              | Початок                                                                         | Закінчення                                                                      | Період                                                                          | Партія                                                                          |
| Президент чорногорської антифашистської скупщини народного визволення 1943–1946 | Президент чорногорської антифашистської скупщини народного визволення 1943–1946 | Президент чорногорської антифашистської скупщини народного визволення 1943–1946 | Президент чорногорської антифашистської скупщини народного визволення 1943–1946 | Президент чорногорської антифашистської скупщини народного визволення 1943–1946 | Президент чорногорської антифашистської скупщини народного визволення 1943–1946 | Президент чорногорської антифашистської скупщини народного визволення 1943–1946 |
| ------------------------------------------------------------------------------- | ------------------------------------------------------------------------------- | ------------------------------------------------------------------------------- | ------------------------------------------------------------------------------- | ------------------------------------------------------------------------------- | ------------------------------------------------------------------------------- | ------------------------------------------------------------------------------- |
| –                                                                               |                                                                                 | Ніко Мілянич (1892–1957) Лідер воєнної асамблеї Чорногорії.                     | 15 листопада 1943                                                               | 21 листопада 1946                                                               | 3 роки, 6 днів                                                                  | Незалежний (ССТНЮ)                                                              |
| Президенти Президії Народних Зборів 1946–1953                                   |                                                                                 |                                                                                 |                                                                                 |                                                                                 |                                                                                 |                                                                                 |
| 1                                                                               |                                                                                 | Мілош Рашович (1903–1968)                                                       | 21 листопада 1946                                                               | 6 листопада 1950                                                                | 3 роки, 350 днів                                                                | Союз комуністів Югославії                                                       |
| 2                                                                               |                                                                                 | Нікола Ковачевич (1890–1964)                                                    | 6 листопада 1950                                                                | 4 листопада 1953                                                                | 2 роки, 90 днів                                                                 | Союз комуністів Югославії                                                       |
| Президенти Народних Зборів 1953–1974                                            |                                                                                 |                                                                                 |                                                                                 |                                                                                 |                                                                                 |                                                                                 |
| 2                                                                               |                                                                                 | Нікола Ковачевич (1890–1964)                                                    | 4 лютого 1953                                                                   | 15 грудня 1953                                                                  | 314 днів                                                                        | Союз комуністів Югославії                                                       |
| 3                                                                               |                                                                                 | Блажо Йованович (1907–1976)                                                     | 15 грудня 1953                                                                  | 12 липня 1962                                                                   | 8 років, 209 днів                                                               | Союз комуністів Югославії                                                       |
| 4                                                                               |                                                                                 | Філіп Байкович (1910–1985)                                                      | 12 липня 1962                                                                   | 5 травня 1963                                                                   | 297 днів                                                                        | Союз комуністів Югославії                                                       |
| 5                                                                               |                                                                                 | Андрія Мугоза (1912–2006)                                                       | 5 травня 1963                                                                   | 5 травня 1967                                                                   | 4 роки, 0 днів                                                                  | Союз комуністів Югославії                                                       |
| 6                                                                               |                                                                                 | Велько Мілатович (1921–2004)                                                    | 5 травня 1967                                                                   | 6 жовтня 1969                                                                   | 2 роки, 154 дні                                                                 | Союз комуністів Югославії                                                       |
| 7                                                                               |                                                                                 | Відоє Жаркович (1927–2000)                                                      | 6 жовтня 1969                                                                   | 1 квітня 1974                                                                   | 4 роки, 177 днів                                                                | Союз комуністів Югославії                                                       |
| -                                                                               |                                                                                 | Будислав Шошкич (1925–1979) Виконуючий обов'язки                                | 1 квітня 1974                                                                   | 5 квітня 1974                                                                   | 4 дні                                                                           | Союз комуністів Югославії                                                       |
| Президенти Президії 1974–1990                                                   |                                                                                 |                                                                                 |                                                                                 |                                                                                 |                                                                                 |                                                                                 |
| 8                                                                               |                                                                                 | Велько Мілатович (1921–2004)                                                    | 5 квітня 1974                                                                   | 7 травня 1982                                                                   | 8 років, 32 дні                                                                 | Союз комуністів Югославії                                                       |
| 9                                                                               |                                                                                 | Веселін Джуранович (1925–1997)                                                  | 7 травня 1982                                                                   | 7 травня 1983                                                                   | 1 рік, 0 днів                                                                   | Союз комуністів Югославії                                                       |
| 10                                                                              |                                                                                 | Марко Орландич (1930–2019)                                                      | 7 травня 1983                                                                   | 7 травня 1984                                                                   | 1 рік, 0 днів                                                                   | Союз комуністів Югославії                                                       |
| 11                                                                              |                                                                                 | Міодраг Влахович (нар. 1930)                                                    | 7 травня 1984                                                                   | 7 травня 1985                                                                   | 1 рік, 0 днів                                                                   | Союз комуністів Югославії                                                       |
| 12                                                                              |                                                                                 | Браніслав Шошкич (1922–2022)                                                    | 7 травня 1985                                                                   | 7 травня 1986                                                                   | 1 рік, 0 днів                                                                   | Союз комуністів Югославії                                                       |
| 13                                                                              |                                                                                 | Радівоє Брайович (нар. 1935)                                                    | 7 травня 1986                                                                   | 7 травня 1988                                                                   | 2 роки, 0 днів                                                                  | Союз комуністів Югославії                                                       |
| 14                                                                              |                                                                                 | Божина Іванович (1931–2002)                                                     | 7 травня 1988                                                                   | 13 січня 1989                                                                   | 251 день                                                                        | Союз комуністів Югославії                                                       |
| -                                                                               |                                                                                 | Слободан Шимович (1939–1998) Виконуючий обов'язки                               | 13 січня 1989                                                                   | 17 березня 1989                                                                 | 63 дні                                                                          | Союз комуністів Югославії                                                       |
| 15                                                                              |                                                                                 | Бранко Костич (1939–2020)                                                       | 17 березня 1989                                                                 | 23 грудня 1990                                                                  | 1 рік, 281 день                                                                 | Союз комуністів Югославії                                                       |
| Президент Республіки 1990–1992                                                  |                                                                                 |                                                                                 |                                                                                 |                                                                                 |                                                                                 |                                                                                 |
| 16                                                                              |                                                                                 | Момир Булатович (1956–2019)                                                     | 23 грудня 1990                                                                  | 28 квітня 1992                                                                  | 1 рік, 127 днів                                                                 | ДПС Союз комуністів Югославії                                                   |

### Республіка Чорногорія (1992—2006)
Демократична партія соціалістів - Момир Булатович       Демократична партія соціалістів       Соціалістична народна партія Чорногорії       Виконуючий обов'язки
| №      | Портрет | Ім'я (Дата народження–Дата смерті)              | Каденція          | Каденція          | Каденція         | Партія                              | Обраний   |
| №      | Портрет | Ім'я (Дата народження–Дата смерті)              | Початок           | Закінчення        | Період           | Партія                              | Обраний   |
| ------ | ------- | ----------------------------------------------- | ----------------- | ----------------- | ---------------- | ----------------------------------- | --------- |
| 1 (16) |         | Момир Булатович (1956–2019)                     | 28 квітня 1992    | 15 січня 1998     | 5 років, 262 дні | Соціалістична партія Чорногорії ДПС | 1990 1992 |
| 2 (17) |         | Мило Джуканович (нар. 1962)                     | 15 січня 1998     | 25 листопада 2002 | 4 роки, 314 днів | ДПС                                 | 1997      |
| -      |         | Филип Вуянович (нар. 1954) Виконуючий обов'язки | 25 листопада 2002 | 19 травня 2003    | 175 днів         | ДПС                                 | −         |
| -      |         | Драган Куйович (1948–2010) Виконуючий обов'язки | 19 травня 2003    | 22 травня 2003    | 3 дні            | ДПС                                 | −         |
| -      |         | Ріфат Растодер (нар. 1950) Виконуючий обов'язки | 19 травня 2003    | 22 травня 2003    | 3 дні            | Соціалістична партія Чорногорії     | −         |
| 3 (18) |         | Филип Вуянович (нар. 1954)                      | 22 травня 2003    | 5 червня 2006     | 3 роки, 14 днів  | ДПС                                 | 2003      |

## Чорногорія(2006–наш час)
Демократична партія соціалістів
| №      | Портрет | Ім'я (Дата народження–Дата смерті) | Каденція       | Каденція       | Каденція                    | Партія | Обраний   |
| №      | Портрет | Ім'я (Дата народження–Дата смерті) | Початок        | Закінчення     | Період                      | Партія | Обраний   |
| ------ | ------- | ---------------------------------- | -------------- | -------------- | --------------------------- | ------ | --------- |
| 1 (18) |         | Филип Вуянович (нар. 1954)         | 5 червня 2006  | 20 травня 2018 | 11 років, 349 днів          | ДПС    | 2008 2013 |
| 2 (19) |         | Мило Джуканович (нар. 1962)        | 20 травня 2018 |                | 6 років, 9 місяців, 26 днів | ДПС    | 2018      |